# Романкове
Романкове — історична місцевість Кам'янського, західна правобережна частина міста, колишнє запорозьке містечко на правому березі Дніпра. Найстаріша частина міста Кам'янське.

## Історичні відомості
З назвою Романкова пов'язані зафіксовані у 1630-х роках французьким інженером Гійомом де Бопланом тутешні: дніпровський Романів острів, Романів пагорб та Романова переправа. За однією версією назва місцевості пов'язана з легендарним козаком Романюхою,який жив тут і господарював. За іншою версією — з іменем Київського князя Романа Святославича (Красного) (під час повернення з походу на дніпровській переправі поблизу сучасного Романкова було вбито онука Ярослава Мудрого – молодого князя Романа Святославовича. Князя вбили половці в 1079 році.)
- Романкове спочатку було багатим запорозьким займищем. У 1734—1775 роках входило до Кодацької паланки. Сучасне селище Аули було західною частиною Романкова (або за імперською адміністрацією 2-м Романковим).

- На 1859 рік Романкове (з підселком Аул) було державним селом, 1-ю становою квартирою Катеринославського повіту. Тут було 831 подвір'я, 2 православні церкви, сільське училище, поштова станція, 3 ярмарки, переправа через Дніпро й мешкало 5636 особи[2].

- Точної дати заснування села Романкове в історичній літературі не знайденно. Однак, ціла низка істориків у своїх книгах стверджують, що Романкове виникло в другій половині 17 століття. Тобто за 50-100 років до дати заснування Кам'янського.

Було центром Романківської волості Катеринославського повіту Катеринославської губернії. На 1886 рік тут мешкало 3557 осіб, що мали 663 дворових господарства, існували волосне правління, православна церква, школа, 8 магазинів, 3 ярмарки на рік. За 3 версти — поштова станція, 2 постоялих двори. З 1914 по 1925 в Романківській школі працював вчителем Моцний Євген Феодосійович (1870- пр. 1935)
- За переписом 1897 року кількість мешканців зросла до 6207 осіб (3131 чоловічої статі та 3076 — жіночої), з яких 6114 — православної віри[5].

Будівництво Дніпровського заводу, яке розпочалося європейськими бізнесменами на території села Кам'янське у 1887 році, докорінно змінило ситуацію в регіоні. Кількість жителів цього населеного пункту 1896 року різко зросла до 18 тисяч жителів. Вулиці та будівлі Кам'янського швидко облаштовувалися і дедалі менше нагадували сільську місцевість. 1912 року тепер уже Романкове увійшло до Кам'янської волості.
Сучасне Романкове — престижний придніпровський, переважно приватно забудований район Кам'янського. Трамвайне сполучення з містом.

### Поділ
За старим козацьким поділом населених пунктів земель Війська Запорозького Низового Романкове ділилось на дванадцять сотень. Кожна з яких була і кварталом, і військовим підрозділом.

## Археологія
На території селища під час проведення експедиції 1957 року у заплаві Дніпра перед будівництвом Середньодніпровської ГЕС знайдені пам'ятки палеоліту. Залишки людини сапіентного типу з декількох перевідкладеного мустьєрських стоянок без виразного геологічного датування. Зокрема сильно фосилізованій стегнова кістка і 2 плечові кістки високорослої людини з переважанням рис сапієнса. Археологами відзначаються риси подібності між знаряддями, виявленими в Романкове (двосторонні трикутні наконечники) й в стоянках Криму, наприклад в Старосілля.

## Голодомор: масове поховання у Романковому
Романкове відноситься до населених пунктів, котрі постраждали від Голодомору 1932 - 1933 років. Встановлена кількість померлих від голоду 862 особи.
В роки Другої світової війни бургомістр Кам'янського Олексій Самійленко вивіз на Захід низку документів Державного архіву Дніпропетровської області періоду колективізації та голодомору, на основі яких він під псевдонімом Олекса Калинник видав у 1953 році  Мюнхені і Торонто книжку "Що несе з собою комунізм: Документи про російсько-комуністичний терор в Україні". Серед цих документів була "Книга актів реєстрації смертності Романківського Реєстру Актів Громадського Стану" за п'ять місяців (травень - жовтень) 1933 року. Нині вона разом з іншими документами в складі колекції "Український Голодомор 1930 - х років" зберігається у Бібліотеці Наукового Товариства імені Тараса Шевченка в Нью-Йорку.
Як стверджував Олекса Калинник, при медичній річній нормі 200 смертей на 10 000 жителів у Романковому, де мешкало близько 5000 жителів протягом п'яти місяців померло 588 людей. Серед причин смерті вказується смерть від "різачки" (заворіт кишок внаслідок споживання кори дерев, кураю та інших невластивих речей), водянка, виснаження організму тощо. Дуже багато померлих дітей і членів однієї родини.
Під час Голодомору 1932 - 1933років в Романковому здійснювались масові поховання на кількох  кладовищах. На початок ХХІ століття  з них вціліло лише старе кладовище біля вулиць Балкова (до 2015 року - Волочаївська) та Трипільська, де було близько 300 поховань жертв Голодомору. Більшість могил того періоду являють собою майже розрівняні земельні горбики, на деяких збереглися дерев'яні хрести, з них на окремих ще можна прочитати дату смерті  "1933 рік".
Наприкінці  1990-х років, через велику вартість землі під поховання на відкритих кладовищах Кам'янського (Дніпродзержинська), місцеві жителі знову почали нелегально ховати своїх рідних на кладовищі, яке на той час вже рахувалось закритим. Під час незаконних поховань на поверхню викидались останки померлих від голоду, які потім розтягували собаки.
Через це  місцева родина Циганок, що живе поруч з кладовищем, взяла в оренду стару частину цвинтаря з похованнями 1930-х років (на той час збереглось тільки близько 150 поховань), обгородивши її парканом, що викликало незадоволення інших жителів. Виник конфлікт сторони якого писали одне на одного заяви в міліцію та прокуратуру. Невдоволені закриттям доступу до частини кладовища місцеві жителі, неодноразово намагалися розбити бетонну огорожу. 
В серпні 2007 року співробітники музею історії міста здійснили опитування старожилів ХІІ сотні Романкового, де розташоване кладовище і за його матеріалами склали звіт. Були виявлені не тільки поховання жертв Голодомору, але і покинута братська могила радянських воїнів, що загинули в боях за визволення Дніпродзержинська восени 1943 року. 
В листопаді 2007 року Дніпродзержинською міською організацією Народного Руху України на кладовищі було встановлено пам'ятний хрест на вшанування жертв Голодомору. 
Однак конфлікт не було вичерпано і, після  закінчення терміну оренди у 2012 році, на частині кладовища знов поновилися самовільні поховання. 
У травні 2012 року було створено громадську організацію "Романківські дзвони", яку очолила Людмила Циганок. Завданням організації було збереження кладовища на ХІІ сотні Романкового.

## Персоналії
- Бульбенко Федір Павлович — хорунжий армії УНР. Діяч "Просвіти". Церковний і громадський діяч української діаспори.
- Романова Галина Федорівна (1918—1944) — радянський лікар, учасниця Другої Світової війни, діячка антифашистської організації «Інтернаціональний союз».
- Корсовецький Орест Іванович   (1925 — 2000) — український поет, публіцист, фольклорист і педагог. Під час німецько - нацистської окупації учасник антинацистської підпільної організації.
- Літошко Микола Ілліч (1940 — 2011) —  металург, казахський та український громадсько-культурний діяч. Керівник української громади міста Теміртау. Друг першого президента Казахстану Нурсултана Назарбаєва під час спільного навчання в Технічному училищі N° 1.